# طور العشمة (طور الباحة)

تعديل مصدري - تعديل

طور العشمة هي إحدى قرى عزلة طور الباحة بمديرية طور الباحة التابعة لمحافظة لحج، بلغ تعداد سكانها 24 نسمة حسب تعداد اليمن لعام 2004.